# Черкасская (станция)
Черка́сская — железнодорожная станция Северо-Кавказской железной дороги на линии Куберле — Морозовск. Находится около хуторов Железнодорожный и Черкасский Цимлянского района Ростовской области.
Станция являлась конечным пунктом на участке железнодорожных путей от Куберле вплоть до 1 марта 2017 года. Линия Черкасская — Морозовская-Южная не использовалась (с сохранением рельсошпальной решетки). Грузовые и маневровые работы производились локомотивами со станции Волгодонская.
1 марта 2017 открыто сквозное рабочее движение грузовых поездов. Регулярное движение открыто с 25 марта 2017.
На станции осуществляются сезонные отгрузки зерна с подъездных путей Цимлянского комбината хлебопродуктов, входящего в Группу Разгуляй.
В 2015-2016 годах была проведена масштабная работа по расконсервации участка Морозовская-Черкасская, во время которой был проведён капитальный ремонт верхнего и нижнего строения пути, заменена рельсо-шпальная решётка и устройства СЦБ.
В 2019 году на станции был восстановлен третий путь. Летом 2020 года станция пропускает около 25 пар поездов в сутки, в том числе пассажирский поезд 465/466 Астрахань - Имиретинский курорт и поезд 215/216 Адлер - Санкт-Петербург,  без остановки.